# 凱爾蓋朗海台

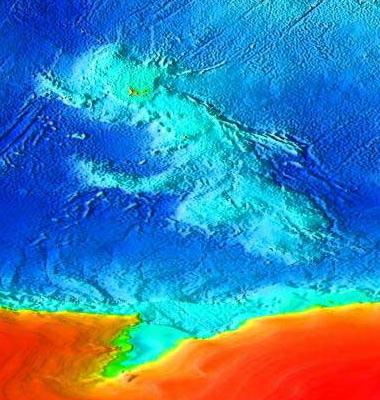
凱爾蓋朗海台地形图

凱爾蓋朗海台（英語：Kerguelen Plateau）是个位于印度洋南部的已被淹沒的陆地，也是南极洲板块的一個海底高原和大型火成岩区。它位於澳大利亞西南部約3000公里，面积约125万平方公里，大小约是日本的3.3倍。海台由西北向東南方向延伸超過2200公里，位於深海。海台所產生的的凱爾蓋朗熱點，从約1.3億年前岡瓦納古陸解體後開始。有一小部分的海台凸出海平面，形成了凱爾蓋朗群島、赫德島和麥克唐納群島。間歇性火山喷发繼續使赫德島和麥克唐納群島不至於沉沒。

## 地理范围

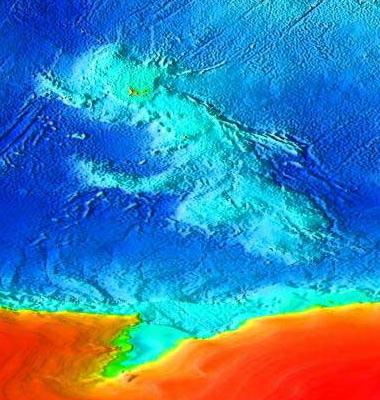
凯尔盖朗海台地形

对称地经过印度洋洋脊直至澳洲西岸是连续的断山水下熔岩台地，它在被中洋脊撕裂前也是凯尔盖朗海台的一部分。
断山之北是线形的东经九十度海岭，向北几乎直插孟加拉湾，被认为是热点轨迹。
凯尔盖朗海台是世界几大大火成岩省之一，面积广达125万km2，从周围的海床上升起约2000m高。海台大部在海平面3000m以下。
凯尔盖朗海台位于南极洲板块上，被东南印度洋海岭与澳洲相隔，被西南印度洋海岭与非洲相隔。这两座海岭汇聚于罗德里格斯三合点。与南极洲以伊丽莎白公主海槽、英联邦海相隔。其东缘位于威廉海岭以北，十分陡峭，且形成于凯尔盖朗海台与断山分离时。边缘的南部以拉布安海盆与澳洲-南极洲海盆相隔。

## 地质史
从印度洋最初张裂到现在，凯尔盖朗热点已经产生了几个现在广泛分散的大型结构。南凯尔盖朗高原（SKP）形成于119-110 Ma；Elan Bank形成于108-107 Ma；中央凯尔盖朗高原(CKP)101–100 Ma； 断山（在始新世分裂前与CKP相连）95-94 Ma；小船浅滩69-68 Ma（凯尔盖朗群岛以东）；北凯尔盖朗高原 (NKP) 35-34 Ma；东经九十度海岭82～38 Ma；班伯利玄武岩（西澳大利亚州）137-130.5 Ma；博物学家海台（西澳大利亚近海）形成132-128 Ma；印度东北部拉杰默哈尔暗色岩118-117 Ma；最后是印度和南极洲煌斑岩115-114 Ma。

### 印度–澳洲分裂

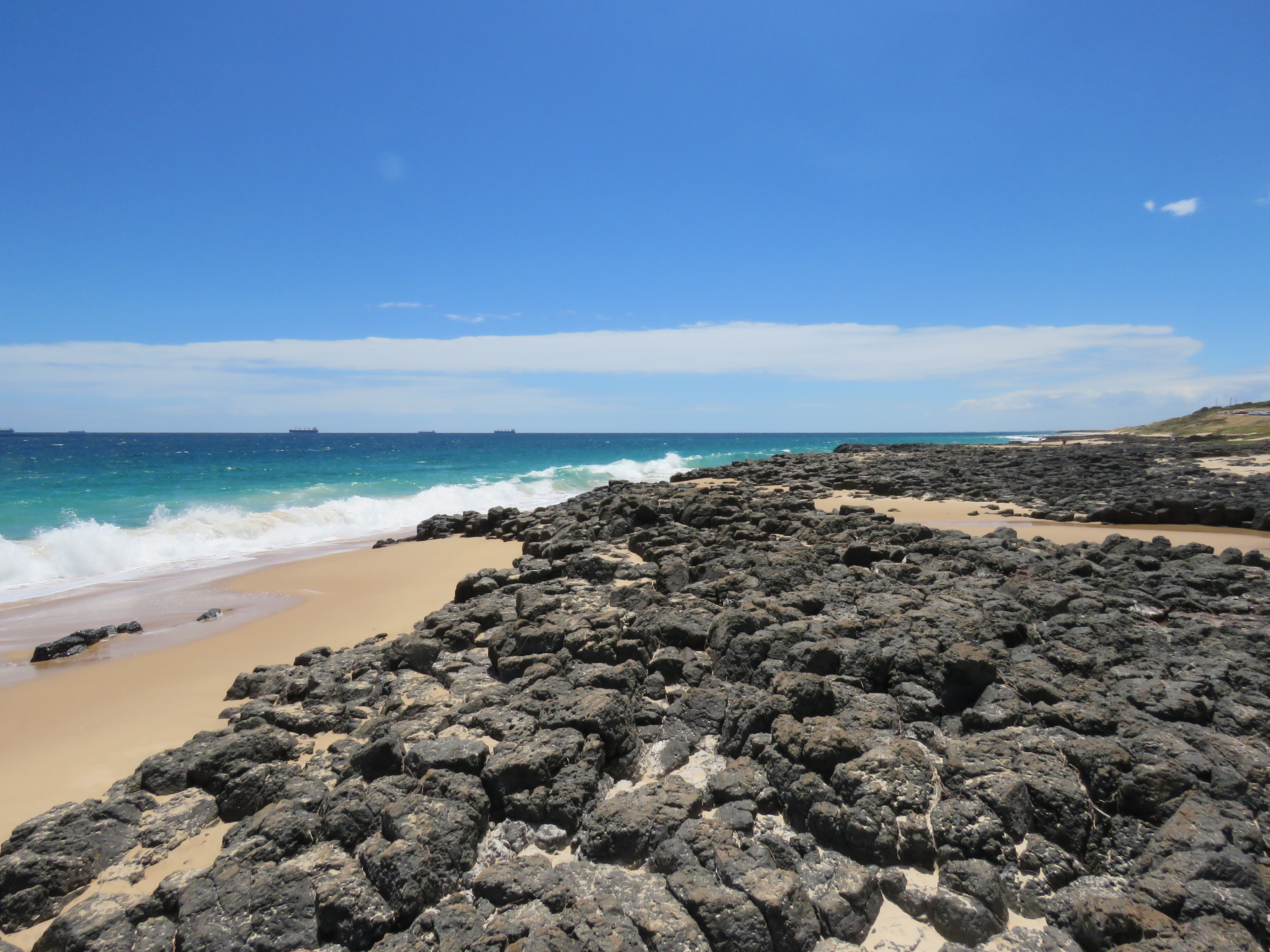
班伯利玄武岩于Wyalup岩点，西澳大利亚州班伯利

凯尔盖朗喷发最古老的火山岩是班伯利玄武岩(137–130.5 Ma)和澳洲西南的博物学家海台(132–128 Ma)，以及印度东北部拉杰默哈尔暗色岩(118 Ma)。凯尔盖朗大火成岩省最古老部分与大陆玄武岩的形成与东印度洋的张裂有关。班伯利玄武岩并非溢流玄武岩，使澳-印于136-158 Ma分裂的岩浆创造了居维叶高原，与形成凯尔盖朗热点的事件无关。

### 印度–南极洲分裂
凯尔盖朗热点的输出在120–95 Ma达到高潮，大约是印度-南极洲分裂前的120–70 Ma。南凯尔盖朗高原和南极洲大陆间的伊丽莎白公主海槽或沿印度东部大陆缘地带没有任何沃尔维斯洋脊–里奥格兰德海隆、查戈斯-拉克代夫海岭、格陵兰-苏格兰海岭那样的洋脊或热点暗色岩。凯尔盖朗热点和这些大陆分裂的火山型边缘间的关系更像是留尼汪热点和德干暗色岩、西印度与塞舌尔间的关系那样。
凯尔盖朗热点输出的峰值与几个微板块的形成时间重合，如Elan Bank。自130 Ma印度洋张裂以来，凯尔盖朗热点已经向南移动了约3–10°个纬度，印度和南极洲间的洋脊也向北跳了一次或数次。Elan Bank和南凯尔盖朗高原在内的凯尔盖朗海台一部分本来是挨着印度的陆壳。一次或数次脊跃使得Elan Bank变形为微大陆，并驱散了南凯尔盖朗高原的大陆碎片，这些结构最终在印度北移时被留在了原地。脊跃使得Elan Ban在124 Ma后变为微大陆。南凯尔盖朗高原118–119 Ma的延边引发了阿普第阶灭绝事件。
83.5 Ma左右，印度和南极洲间凯尔盖朗附近的海床变得不再对称，南极洲板块多了约三分之二的海床。脊跃最终使得凯尔盖朗海台的一部分从印度板块合并进南极洲板块。

### 新生代火山活动
82–38 Ma的凯尔盖朗热点活动产生了5000 km长的东经九十度海岭，地球化学证据说明这一事件发生于扩张脊附近。南极洲板块上缺乏结合结构，说明这么长的时间里热点很可能不在板块边缘上。南极洲板块后来移过凯尔盖朗热点，使北凯尔盖朗高原形成于年代较老的洋壳上。凯尔盖朗群岛的溢流玄武岩形成于30–24 Ma，更小、更近的火山活动一直持续到1 Ma。最近21 Ma期间，中央凯尔盖朗高原上的火山结构成形，包括赫德岛与麦克唐纳群岛，它们都在最近喷发过。
65 Ma时，中凯尔盖朗高原-断山大火成岩省出现在凯尔盖朗地幔柱和印度洋板块边缘附近。这个火成岩省在那之后25 Ma有相当高的岩浆活性，再之后的40 Ma期间都不怎么活跃。

## 微大陆
Schlich et al. 1971描述了凯尔盖朗群岛附近倾斜的基岩，也是第一个发现凯尔盖朗海台有陆壳的人，这个特点与其他大火成岩省不同。
玄武岩中出现的土层含片麻岩的木炭和砾岩碎片，说明海台大部都曾位于海平面以上，在100-20 Ma期间三度成为所谓大陆碎片。(木炭形成于因闪电或岩浆流引发的山火。)今日位于海面下的南凯尔盖朗高原大部和中央凯尔盖朗高原在大火成岩省形成时都是陆上。南凯尔盖朗高原可能形成了一个面积达50万km2的岛，主峰位于海平面以上1000-2000 m。
凯尔盖朗微大陆中白垩世可能被高密度针叶林覆盖，晚白垩世，海台可能在印度和南极洲间形成过陆桥，但此说证据并不充分，海台距两个大陆都太远了。
20 Ma左右整片大陆沉进水中，现在在海平面下1000-2000 m。

## 生物多样性
在南方夏季，沿凯尔盖朗海台的南端和邻近的伊丽莎白公主海槽北部，有大量的迁徙鲸，如抹香鲸、小须鲸和大翅鲸。这些鲸鱼之所以会在这里觅食，是因为南极绕极流的南锋被高原导走——导致南锋只有在凯尔盖朗海台附近才能向极流动。这将浅滩、营养丰富的上环极地深水带到表层，将大量营养物质带到地表。沿高原东侧的冰也向北平流。

### 资料
- Bénard, F.; Callot, J. P.; Vially, R.; Schmitz, J.; Roest, W.; Patriat, M.; Loubrieu, B.; The ExtraPlac Team. . Marine and Petroleum Geology. 2010, 27 (3): 633–649  [September 6, 2015]. doi:10.1016/j.marpetgeo.2009.08.011.
- . University of Texas at Austin. May 28, 1999  [October 29, 2012]. （原始内容存档于September 18, 2007）.
- Frey, F. A.; Coffin, M. F.; Wallace, P. J; Weis, D. Frey, F. A.; Coffin, M. F.; Wallace, P. J.;  et al , 编.  (PDF). Proceedings of the Ocean Drilling Program. 2003, 183: 1–48  [August 30, 2015].
- Ingle, S.; Scoates, J. S.; Weis, D.; Brügmann, G.; Kent, R. W. . Chemical Geology. 2004, 209 (1–2): 83–106  [September 6, 2015]. Bibcode:2004ChGeo.209...83I. doi:10.1016/j.chemgeo.2004.04.023.
- Mohr, B. A. R.; Wähnert, V.; Lazarus, D. Frey, F. A.; Coffin, M. F.; Wallace, P. J.;  et al , 编. . Proc. ODP, Sci. Results. Proceedings of the Ocean Drilling Program. 2002, 183. doi:10.2973/odp.proc.sr.183.008.2002.
- Müller, R. D.; Gaina, C.; Clark, S. . . North Ryde, N.S.W.: Gemoc Press. 2000: 18–28  [October 17, 2015]. ISBN 978-1876315047.
- Schlich, R.; Delteil, J. R.; Moulin, J.; Patriat, P.; Guillaume, R. . Comptes Rendus de l'Académie des Sciences, Série D. 1971, 272 (16): 2060–2063  [September 6, 2015] （法语）.
- Tynan, C. T. . Geophysical Research Letters. 1997, 24 (22): 2793–2796. Bibcode:1997GeoRL..24.2793T. doi:10.1029/97GL02860 .
- Wallace, P. J.; Frey, F. A.; Weis, D.; Coffin, M. F. . Journal of Petrology. 2002, 43 (7): 1105–1108. doi:10.1093/petrology/43.7.1105 .
- Whittaker, J. M.; Williams, S. E.; Müller, R. D. . Geochemistry, Geophysics, Geosystems. 2013, 14 (6): 1891–1909. Bibcode:2013GGG....14.1891W. doi:10.1002/ggge.20120 .
- Weis, D; Frey, F.A.  (PDF). Seventh Annual V. M. Goldschmidt Conference. 1997  [2022-01-29]. （原始内容 (PDF)存档于2011-06-05）.